# دبیوفارم
دبیوفارم (انگلیسی: Debiopharm) شرکت داروسازی سوئیسی است، که در سال ۱۹۷۹ تأسیس شد.